# Lomes
Lomes, o Llomes en asturià, és una parròquia del conceyu asturià d'Allande. Té una superfície de 6,76 km² i una població de 105 habitants (INE Arxivat 2016-03-03 a Wayback Machine., 2011) repartides en els 4 nuclis que la formen.
El seu codi postal és el 33890.

## Entitats de població
- Lomes: es troba a 420 msnm, a la vora esquerra del riu Arganza, a uns 11 quilòmetres de Pola de Allande, la capital del conceyo. Hi viuen aproximadament 16 persones. La seua església parroquial, dedicada a Sant Jaume apòstol, és del segle xv; presenta una nau única, amb espadanya de dos arcs i un pòrtic lateral.
- Carcedo de Lomes
- Otero
- Tarallé